# Surfen op de Olympische Zomerspelen 2020
Surfen was een van de sporten die werd beoefend tijdens de Olympische Zomerspelen 2020 in Tokio. Het was de eerste keer dat de sport op het olympisch programma stond en de atleten surfen op een shortboard. Het deelnemersveld bestond in totaal uit 40 atleten; aan zowel het mannen- als vrouwentoernooi deden twintig deelnemers mee.
Het onderdeel werd van 25 juli tot en met 1 augustus 2021 gehouden bij het strand van Ichinomiya in de naburige prefectuur Chiba, zo'n 65 kilometer ten oosten van Tokio. In totaal waren er vier wedstrijddagen, maar in verband met de wisselende omstandigheden voor de golven waren er vier extra dagen in de roostering voor uitgetrokken. Zo was er ruimte in het schema voor als het onderdeel niet in de eerste vier dagen afgewerkt kon worden.

## Kwalificatie
Bij zowel de mannen als de vrouwen waren er in totaal twintig quotaplaatsen te halen, waarbij elk Nationaal Olympisch Comité (NOC) in principe maximaal twee atleten per evenement mocht afvaardigen. Gastland Japan was verzekerd van een quotaplaats bij beide evenementen. De overige negentien plaatsen waren bij zowel de mannen als de vrouwen te behalen bij de World Surf League, de Pan-Amerikaanse Spelen en de ISA World Surfing Games in 2019 en de ISA World Surfing Games in 2020. De respectievelijk tien en acht hoogst geëindigde mannen en vrouwen bij de World Surf League kwalificeerden zich voor de Spelen, rekening houdende met het maximum aantal atleten per NOC. De World Surfing Games in 2020 waren eveneens een internationaal olympisch kwalificatietoernooi waarbij initieel vier quotaplaatsen voor de mannen en zes voor de vrouwen te behalen waren. De ISA World Surfing Games en de Pan-Amerikaanse Spelen in 2019 fungeerden tot slot als continentale kwalificatietoernooien. Bij de World Surfing Games waren zowel bij de mannen als de vrouwen vier plaatsen te verdienen voor atleten uit Afrika, Azië, Europa en Oceanië. De Pan-Amerikaanse Spelen dienden als continentaal kwalificatietoernooi voor Noord- en Zuid-Amerika waarbij zich van beide geslachten een surfer kwalificeerde.

### Mannen
| Toernooi                | Datum                      | Locatie   | Plaatsen | Gekwalificeerd |
| ----------------------- | -------------------------- | --------- | -------- | --- |
| Gastland                | –                          | –         | 1        | |
| World Surf League       | 3 april – 20 december 2019 | –         | 10       | Julian Wilson Owen Wright Italo Ferreira Gabriel Medina Michel Bourez Jérémy Florès Kanoa Igarishi Jordy Smith Kolohe Andino John John Florence |
| Pan-Amerikaanse Spelen  | 30 juli – 4 augustus 2019  | Lima      | 1        | Leandro Usuna |
| ISA World Surfing Games | 7 – 15 september 2019      | Miyazaki  | 4        | Ramzi Boukhiam Rio Waida Frederico Morais Billy Stairmand                                                                                       |
| ISA World Surfing Games | 29 mei – 6 juni 2021       | El Sunzal | 5        | Lucca Mesinas Miguel Tudela Manuel Selman Leon Glatzer Hiroto Ohhara                                                                            |
| Totaal                  |                            |           | 20       | |

### Vrouwen
| Toernooi                | Datum                      | Locatie   | Plaatsen | Gekwalificeerd |
| ----------------------- | -------------------------- | --------- | -------- | --- |
| Gastland                | –                          | –         | 1        | |
| World Surf League       | 3 april – 20 december 2019 | –         | 8        | Sally Fitzgibbons Stephanie Gilmore Silvana Lima Tatiana Weston-Webb Brisa Hennessy Johanne Defay Caroline Marks Carissa Moore |
| Pan-Amerikaanse Spelen  | 30 juli – 4 augustus 2019  | Lima      | 1        | Dominic Barona |
| ISA World Surfing Games | 7 – 15 september 2019      | Miyazaki  | 4        | Bianca Buitendag Sofia Mulanovich Anat Melior Ella Williams                                                                    |
| ISA World Surfing Games | 29 mei – 6 juni 2021       | El Sunzal | 7        | Teresa Bonvalot Yolanda Sequeira Leilani McGonagle Daniella Rosas Mahina Maeda Amuro Tsuzuki Pauline Ado                       |
| Totaal                  |                            |           | 20       | |

## Medailles
| Onderdeel | Goud | Goud           | Zilver | Zilver           | Brons | Brons         |
| --------- | ---- | -------------- | ------ | ---------------- | ----- | ------------- |
| Mannen    | BRA  | Ítalo Ferreira | JPN    | Kanoa Igarashi   | AUS   | Owen Wright   |
|           |      |                |        |                  |       |               |
| Vrouwen   | USA  | Carissa Moore  | RSA    | Bianca Buitendag | JPN   | Amuro Tsuzuki |

### Medaillespiegel
| Plaats | Land             | NOC    | Goud | Zilver | Brons | Totaal |
| ------ | ---------------- | ------ | ---- | ------ | ----- | ------ |
| 1      | Brazilië         | BRA    | 1    | 0      | 0     | 1      |
| 1      | Verenigde Staten | USA    | 1    | 0      | 0     | 1      |
| 3      | Japan            | JPN    | 0    | 1      | 1     | 2      |
| 4      | Zuid-Afrika      | RSA    | 0    | 1      | 0     | 1      |
| 5      | Australië        | AUS    | 0    | 0      | 1     | 1      |
| Totaal | Totaal           | Totaal | 2    | 2      | 2     | 6      |